# Крашевские
Крашевские (в старину также Крашовские, пол. Kraszewski, Kraszowski) — польский дворянский род герба Ястшембец, ветвь рода Болеста, упоминаемая в грамоте князя Земовита Плоцкого 1408 года.
Из этого рода происходил известные военачальники, писатель Крашевский. Одна ветвь Крашевских получила в 1827 графский титул от папы Льва XII. Род Крашевских был внесён в VI и I части родословных книг Волынской, Киевской и Минской губерний Российской империи.